# 23017 Advincula
23017 Advincula è un asteroide della fascia principale. Scoperto nel 1999, presenta un'orbita caratterizzata da un semiasse maggiore pari a 2,5177971 UA e da un'eccentricità di 0,1350691, inclinata di 3,45039° rispetto all'eclittica.